# Fort Smith (Arkansas)
Fort Smith è un centro abitato (city) degli Stati Uniti d'America, insieme a Greenwood capoluogo della contea di Sebastian, nello Stato dell'Arkansas. Nel 2009 la popolazione era di 85 544 abitanti.

## Geografia fisica
Secondo i rilevamenti dello United States Census Bureau, Fort Smith si estende su una superficie di 52,94 km².

## Cultura
- University of Arkansas at Fort Smith.

## Amministrazione

### Gemellaggi
- Cisterna di Latina, dal 1984